# David Grindley
David Allan Grindley (ur. 29 października 1972 w Wigan) – brytyjski lekkoatleta (sprinter), medalista olimpijski z 1992.
Specjalizował się w biegu na 400 metrów. Zdobył srebrny medal w sztafecie 4 × 400 metrów na mistrzostwach świata juniorów w 1990 w Płowdiwie (sztafeta brytyjska biegła w składzie: Grindley, Adrian Patrick, Craig Winrow i Mark Richardson). Zwyciężył w biegu na 400 metrów i w sztafecie 4 × 400 metrów (w składzie: Ken Ulyatt, Patrick, Richardson i Grindley) na mistrzostwach Europy juniorów w 1991 w Salonikach.
Na halowych mistrzostwach Europy w 1992 w Genui zdobył brązowy medal w biegu na 400 metrów, za Slobodanem Brankoviciem z Jugosławii i Andreą Nutim z Włoch.
Zdobył brązowy medal w sztafecie 4 × 400 metrów, która biegła w składzie: Roger Black, Grindley, Kriss Akabusi i John Regis na igrzyskach olimpijskich w 1992 w Barcelonie. Zajął na tych igrzyskach 6. miejsce w biegu na 400 metrów. Ustanowił wówczas w półfinale rekord Wielkiej Brytanii na 400 metrów czasem 44,47. Zwyciężył w biegu na 400 metrów w Pucharze Europy w 1993 w Rzymie.
Później kariera Grindleya była naznaczona kontuzjami. Zdobył jeszcze brązowy medal w sztafecie 4 × 400 metrów (w składzie: Antony Williams, Jared Deacon, Gary Jennings i Grindley) na uniwersjadzie w 1995 w Fukuoce, a w biegu na 400 metrów odpadł w półfinale
Był brązowym medalistą mistrzostw Wielkiej Brytanii (AAA) w biegu na 400 metrów w 1992.
Rekordy życiowe Grindleya:
| Konkurencja        | Data i miejsce             | Wynik |
| ------------------ | -------------------------- | ----- |
| bieg na 400 metrów | 3 sierpnia 1992, Barcelona | 44,47 |